# Vorpal

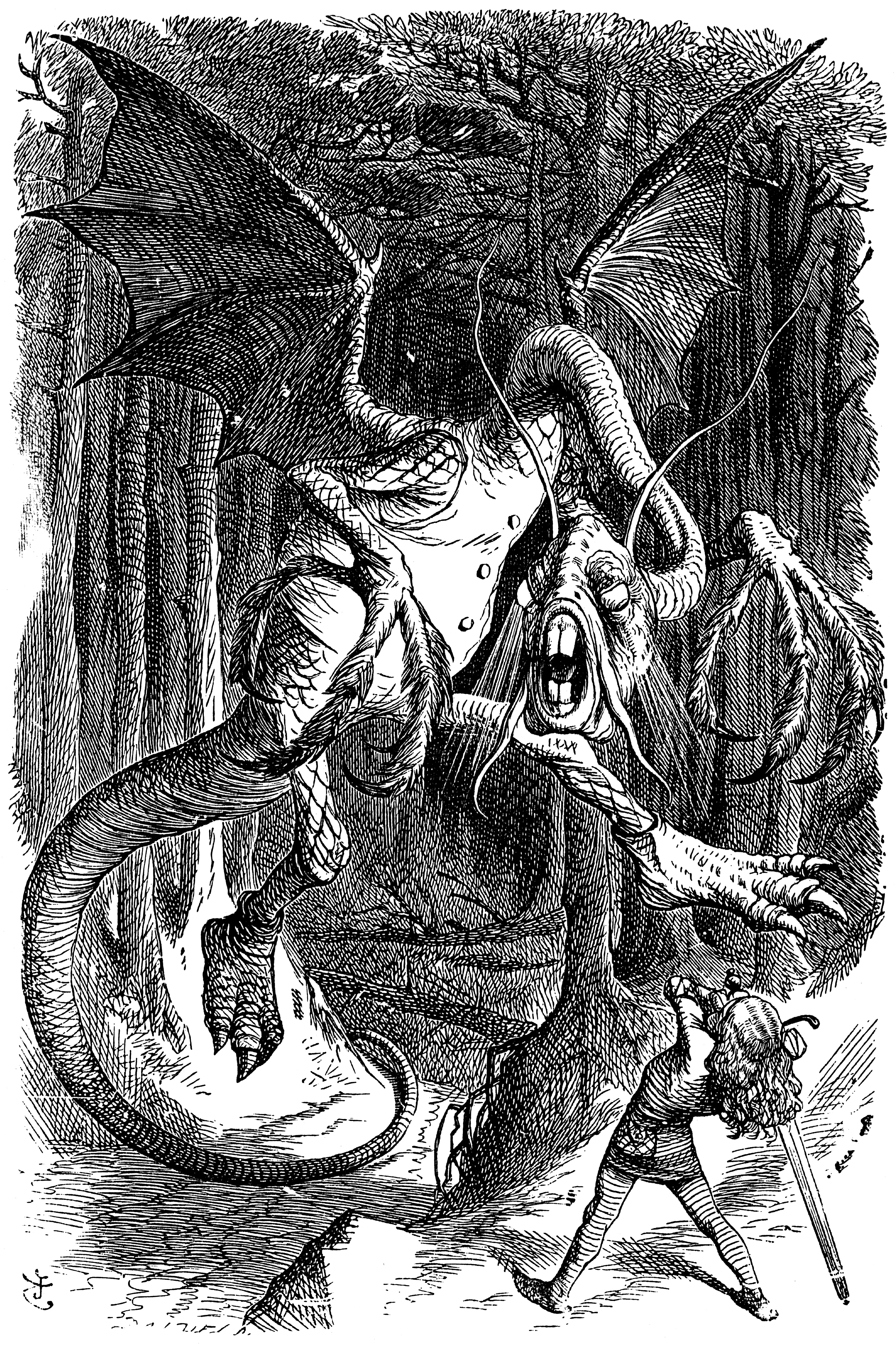
La spada "vorpal" viene rappresentata in questa illustrazione del romanzo di Carroll, disegnata da John Tenniel

Vorpal è una parola inventata e usata da Lewis Carroll in Jabberwocky, una poesia nonsense pubblicata all'interno del romanzo Attraverso lo specchio e quel che Alice vi trovò.

## Contesto e significato
Nella versione originale in lingua inglese, la parola appare due volte, prima nella frase He took his vorpal sword in hand ("Egli impugnò la sua spada vorpal"), e poi nella frase The vorpal blade went snicker-snack! ("La lama vorpal fece snicker-snack!"). 
Anche se chiaramente la parola vorpal fa riferimento alla spada impugnata dal protagonista della poesia, non si sa cosa essa voglia dire; viene generalmente indicata come un aggettivo, talvolta interpretandone il significato come "affilato", "tagliente" o "letale" (dato che tale spada riesce a tagliare la testa del Jabberwock). 
Carroll stesso affermò di non essere in grado di spiegarne il significato. Alexander Taylor (autore di una biografia di Carroll) osservò che la parola sembrava formata prendendo alternatamente le lettere dalle parole verbal e gospel, ma non vi è prova che Carroll abbia davvero fatto così.

### Traduzione in italiano
Poiché Jabberwocky è un nonsense, composto in gran parte di parole assolutamente prive di significato, i numerosi traduttori che si sono cimentati nella sua opera di traduzione hanno a volte cambiato i termini originali con altri di propria invenzione. Ad esempio, Masolino D'Amico sostituì "vorpal" con "bigralace", termine ripreso anche nel doppiaggio italiano del film del 2010 Alice in Wonderland. Alcuni hanno invece tentato di adattare il termine in italiano, ad esempio con "vorpide" (in una traduzione di Roberta Rambelli), "vorpida" (Adriana Valori Piperno e Bruno Garofalo) e "vorpale" (Silvio Spaventa Filippi).

## Nella cultura di massa
Spade (o lame) chiamate "vorpal" sono state riprese non solo in opere derivate dal romanzo di Carroll (come il videogioco American McGee's Alice, dove la "spada vorpale" è la prima arma usata dal giocatore), ma anche in svariate ambientazioni fantasy dove spesso si tratta di spade con proprietà magiche: ad esempio nel gioco di ruolo Dungeons & Dragons, il termine indica una lama in grado di decapitare istantaneamente l'avversario.